# ألويس فريدريش فون برول
ألويس فريدريش فون برول (بالألمانية: Alois Friedrich von Brühl) (و. 1739 – 1793 م) هو دبلوماسي، ومؤلف، وممثل مسرحي، وكاتب من ألمانيا، وبولندا، ولد في درسدن، ويحمل رتبة عسكرية فريق أول، توفي في برلين، عن عمر يناهز 54 عاماً.

## مناصب
تولى منصب Starosta ‏
- سفير.

## جوائز
حصل على جوائز منها:
- جائزة المنافسة العامة  [لغات أخرى]‏ (1946)
- قائد الفنون والآداب